# Südafrikanische Cricket-Nationalmannschaft in Neuseeland in der Saison 1998/99
Die Tour der südafrikanischen Cricket-Nationalmannschaft nach Neuseeland in der Saison 1998/99 fand vom 14. Februar bis zum 22. März 1999 statt. Die internationale Cricket-Tour war Bestandteil der Internationalen Cricket-Saison 1998/99 und umfasste sechs ODIs. Südafrika gewann die Serie 3–2.

## Vorgeschichte
Neuseeland bestritt zuvor eine Tour gegen Indien, Südafrika eine Tour gegen die West Indies.
Das letzte Aufeinandertreffen der beiden Mannschaften fand in der Saison 1994/95 in Neuseeland statt.

## Stadien
Die folgenden Stadien wurden für die Tour als Austragungsort vorgesehen.
| Stadion         | Stadt        | Kapazität | Spiele               |
| --------------- | ------------ | --------- | -------------------- |
| Eden Park       | Auckland     | 50.000    | 1. Test; 3. & 5. ODI |
| Jade Stadium    | Christchurch | 38.628    | 2. Test; 2. & 6. ODI |
| University Oval | Dunedin      | 6.000     | 1. ODI               |
| McLean Park     | Napier       | 22.500    | 4. ODI               |
| Basin Reserve   | Wellington   | 11.000    | 3. Test              |

## Kaderlisten
Die folgenden Kader wurden von den Mannschaften benannt.
| Test | Test | ODI | ODI |
| Neuseeland | Südafrika | Neuseeland | Südafrika |
| --- | --- | --- | --- |
| - Dion Nash (K) - Geoff Allott - Nathan Astle - Matthew Bell - Simon Doull - Chris Harris - Matt Horne - Craig McMillan - Shayne O’Connor - Adam Parore (wk) - Gary Stead - Roger Twose - Daniel Vettori - Bryan Young | - Hansie Cronje (K) - Paul Adams - Mark Boucher (wk) - Daryll Cullinan - Allan Donald - Steve Elworthy - Herschelle Gibbs - Jacques Kallis - Gary Kirsten - Lance Klusener - Shaun Pollock - Jonty Rhodes | - Dion Nash (K) - Stephen Fleming (VK) - Geoff Allott - Nathan Astle - Matthew Bell - Carl Bulfin - Chris Cairns - Simon Doull - Chris Harris - Matt Horne - Gavin Larsen - Craig McMillan - Adam Parore (wk) - Roger Twose - Daniel Vettori - Bryan Young | - Hansie Cronje (K) - Dale Benkenstein - Nicky Boje - Mark Boucher (wk) - Allan Donald - Steve Elworthy - Herschelle Gibbs - Jacques Kallis - Gary Kirsten - Lance Klusener - Shaun Pollock - Jonty Rhodes - Pat Symcox |

## One-Day Internationals

### Erstes ODI in Dunedin
| 14. Februar Scorecard | Dunedin | Südafrika 211 (49.1)             | – | Neuseeland 215-7 (49.1) |
|                       |         | Neuseeland gewinnt mit 3 Wickets |   |                         |

Neuseeland gewann den Münzwurf und entschied sich als Feldmannschaft zu beginnen. Als Spieler des Spiels wurde Nathan Astle ausgezeichnet.

### Zweites ODI in Christchurch
| 17. Februar Scorecard | Christchurch | Neuseeland 220-9 (50)           | – | Südafrika 224-3 (43) |
|                       |              | Südafrika gewinnt mit 7 Wickets |   |                      |

Neuseeland gewann den Münzwurf und entschied sich als Schlagmannschaft zu beginnen. Als Spieler des Spiels wurde Gary Kirsten ausgezeichnet.

### Drittes ODI in Auckland
| 20. Februar Scorecard | Auckland | Südafrika 212-7 (50)             | – | Neuseeland 215-3 (43.1) |
|                       |          | Neuseeland gewinnt mit 7 Wickets |   |                         |

Neuseeland gewann den Münzwurf und entschied sich als Feldmannschaft zu beginnen. Als Spieler des Spiels wurde Nathan Astle ausgezeichnet.

### Viertes ODI in Napier
| 25. März Scorecard | Napier | Neuseeland 257-8 (48/48) | – | Südafrika 10-0 (1.3/48) |
|                    |        | No result                |   |                         |

Südafrika gewann den Münzwurf und entschied sich als Feldmannschaft zu beginnen.
| 26. März Scorecard | Napier | Neuseeland 191 (38.4/40)        | – | Südafrika 194-8 (40/40) |
|                    |        | Südafrika gewinnt mit 2 Wickets |   |                         |

Südafrika gewann den Münzwurf und entschied sich als Feldmannschaft zu beginnen. Als Spieler des Spiels wurde Lance Klusener ausgezeichnet.

### Fünftes ODI in Auckland
| 27. März Scorecard | Auckland | Südafrika 290-5 (50)           | – | Neuseeland 147 (36.1) |
|                    |          | Südafrika gewinnt mit 143 Runs |   |                       |

Südafrika gewann den Münzwurf und entschied sich als Schlagmannschaft zu beginnen. Als Spieler des Spiels wurde Daryll Cullinan ausgezeichnet.

### Sechstes ODI in Wellington
| 30. März Scorecard | Wellington | Südafrika 249-4 (48.4) | – | Neuseeland |
|                    |            | No Result              |   |            |

Südafrika gewann den Münzwurf und entschied sich als Schlagmannschaft zu beginnen. Als Spieler des Spiels wurde Gavin Larsen ausgezeichnet.
| 31. März Scorecard | Wellington | Neuseeland     | – | Südafrika |
|                    |            | Spiel abgesagt |   |           |

## Tests

### Erster Test in Auckland
| 27. Februar – 3. März Scorecard | Auckland | Südafrika 621-5d (200.1) | – | Neuseeland 352 (160.4) & 244-3 (84) (f/o) |
|                                 |          | Remis                    |   |                                           |

Neuseeland gewann den Münzwurf und entschied sich als Feldmannschaft zu beginnen. Als Spieler des Spiels wurde Daryll Cullinan ausgezeichnet.

### Zweiter Test in Christchurch
| 11. – 15. März Scorecard | Christchurch | Neuseeland 168 (63.4) & 127-1 (54) | – | Südafrika 442-1d (162) |
|                          |              | Remis                              |   |                        |

Neuseeland gewann den Münzwurf und entschied sich als Schlagmannschaft zu beginnen. Als Spieler des Spiels wurde Herschelle Gibbs ausgezeichnet.

### Dritter Test in Wellington
| 18. – 22. März Scorecard | Wellington | Neuseeland 222 (102.3) & 291 (105.3) | – | Südafrika 498-8d (165) & 16-2 (8.1) |
|                          |            | Südafrika gewinnt mit 8 Wickets      |   |                                     |

Neuseeland gewann den Münzwurf und entschied sich als Schlagmannschaft zu beginnen. Als Spieler des Spiels wurde Steve Elworthy ausgezeichnet.